# Cârcea
Cârcea è un comune della Romania di 1733 abitanti, ubicato nel distretto di Dolj, nella regione storica dell'Oltenia.